# Cyclopecten brundisiensis
Cyclopecten brundisiensis is een tweekleppigensoort uit de familie van de Propeamussiidae. De wetenschappelijke naam van de soort is voor het eerst geldig gepubliceerd in 1990 door Smriglio & Mariottini.